# Sarah Daninthe
Sarah Daninthe, née le 25 juin 1980 aux Abymes, est une escrimeuse française pratiquant l’épée. Après avoir été médaillée de bronze aux Jeux olympiques de 2004, elle a remporté deux fois le titre de championne du monde avec l’équipe de France d’épée féminine en 2005 et 2008.

## Palmarès
- Jeux olympiques
  -  Médaille de bronze à l’épée par équipes aux Jeux olympiques de 2004 à Athènes
  - Suppléante aux Jeux olympiques de 2000 à Sydney
- Championnats du monde d'escrime
  -  Championne du monde à l’épée par équipes aux championnats du monde de 2005 à Leipzig
  -  Championne du monde à l’épée par équipes aux championnats du monde de 2008 à Pékin

- Championnats d'Europe d'escrime
  -  Médaille de bronze à l'épée par équipes aux championnats d'Europe d'escrime 2011 à Sheffield
- Championne d'Europe des clubs champions en 2004, 2002 et 2000

- Championne panaméricaine à l'épée en individuel en 1999
- Troisième à la coupe du monde individuelle à l'épée à Estoril en 2004, à Tunis en 2003
- Vainqueur des coupes du monde individuelles à l'épée de Mödlig et Budapest en 2000

- Médaillée de bronze au championnat de France par équipes en 2013
- Championne de France par équipes en 2012, 2010 et de 1999 à 2005
- Vice championne de France individuelle en 2011
- Vice championne de France par équipes en 2011, 2008
- Championne de France à l'épée individuelle en 1997

## Distinctions
- Chevalier de l'ordre national du Mérite (décret du 24 septembre 2004)